# 가요속으로 (대구)
이현정의 가요속으로(이하 이가속)는 대한민국의 방송국 대구CBS의 라디오 채널 대구CBS 음악FM (97.1MHz)에서 매일 오후 4시부터 저녁 6시까지 방송했던 가요전문 라디오 프로그램이다. 2023년 11월 5일 자로 3년만에 폐지되었다.

## DJ
- 1대 : 지영애 아나운서
- 2대 : 이현정 아나운서 (현재)

## 같이 보기
- 대구CBS

| 대구CBS 음악FM      |                     |                     |
| 이전                | 이현정의 가요속으로 | 다음                |
| 한동준의 FM POPS    | 이현정의 가요속으로 | 배미향의 저녁스케치 |
| 오후 2시 ~ 오후 4시 | 오후 4시 ~ 저녁 6시 | 저녁 6시 ~ 밤 8시   |
|                     |                     |                     |